# امبود
امبود هي بلدة حضرية في جنوب موريتانيا، تقع في ولاية كوركول، وهي عاصمة مقاطعة امبود.

## جغرافيا
تقع بلدية امبود في شرق ولاية كوركول وتغطي مساحتها حوالي 116 كم²، يحدها من الشرق مدينتي تيكوبرا وتاركنت أهل مولاي اعل، ومن الجنوب مدينتي انجاجبني وأدباي أهل كلاي، ومن الغرب مدينتي فم لكليتة والأحرش، تقع بلدة امبود بالقرب من بحيرة كبيرة، أنشأت لسد فم لكليته، على بعد ثلاثة كيلومترات شمال دجونابا.

## تاريخ
تأسست امبود كمدينة حسب المرسوم في 20 أكتوبر 1987.

## السكان
خلال التعداد العام للسكان والمساكن لعام 2000، بلغ عدد السكان حوالي 8 899 نسمة.
وخلال عام 2013، بلغ عدد سكان البلدية حوالي 11 407 نسمة، بمعدل نمو سنوي قدره 2 % على مدى 13 عامًا.

## اقتصاد
تعتبر الزراعة مركز اقتصاد المدينة، مثلها مثل جميع البلديات تقريبًا في المنطقة، لكنه هش بسبب الظروف المناخية أو قلة الإمكانيات للمزارعين، وللتعامل معهذه المعوقات، تقوم الدولة أو المنظمات غير الحكومية المختلفة بتمويل المشاريع التي تعمل على تحسين الظروف المعيشية للسكان.